# 特命副知事 みきゃん大作戦
『特命副知事 みきゃん大作戦～愛顔の秘密をまじめに調査！』（とくめいふくちじ みきゃんだいさくせん）は、南海放送で2018年4月8日から放送されている愛媛県の県政広報番組である。
タイトルにある「みきゃん」は、愛媛県のゆるキャラで、みかんと犬がモチーフになっている。

## 概要
愛顔PR特命副知事に就任した『みきゃん』からのミッションを受けて、南海放送のアナウンサーが扮する「みきゃん特命係」が愛媛の愛顔の秘密を調査する。
みきゃん特命係は、愛媛県庁の地下にある設定である。特命係はみきゃんからの電話で調査内容を伝えられる。
2020年4月5日から、タイトルに「～愛顔の秘密をまじめに調査！～」との副題が付けられた。
当番組には、みきゃんの他にこみきゃん、ダークみきゃんが登場する。

## コーナー

### みきゃんを探せ！

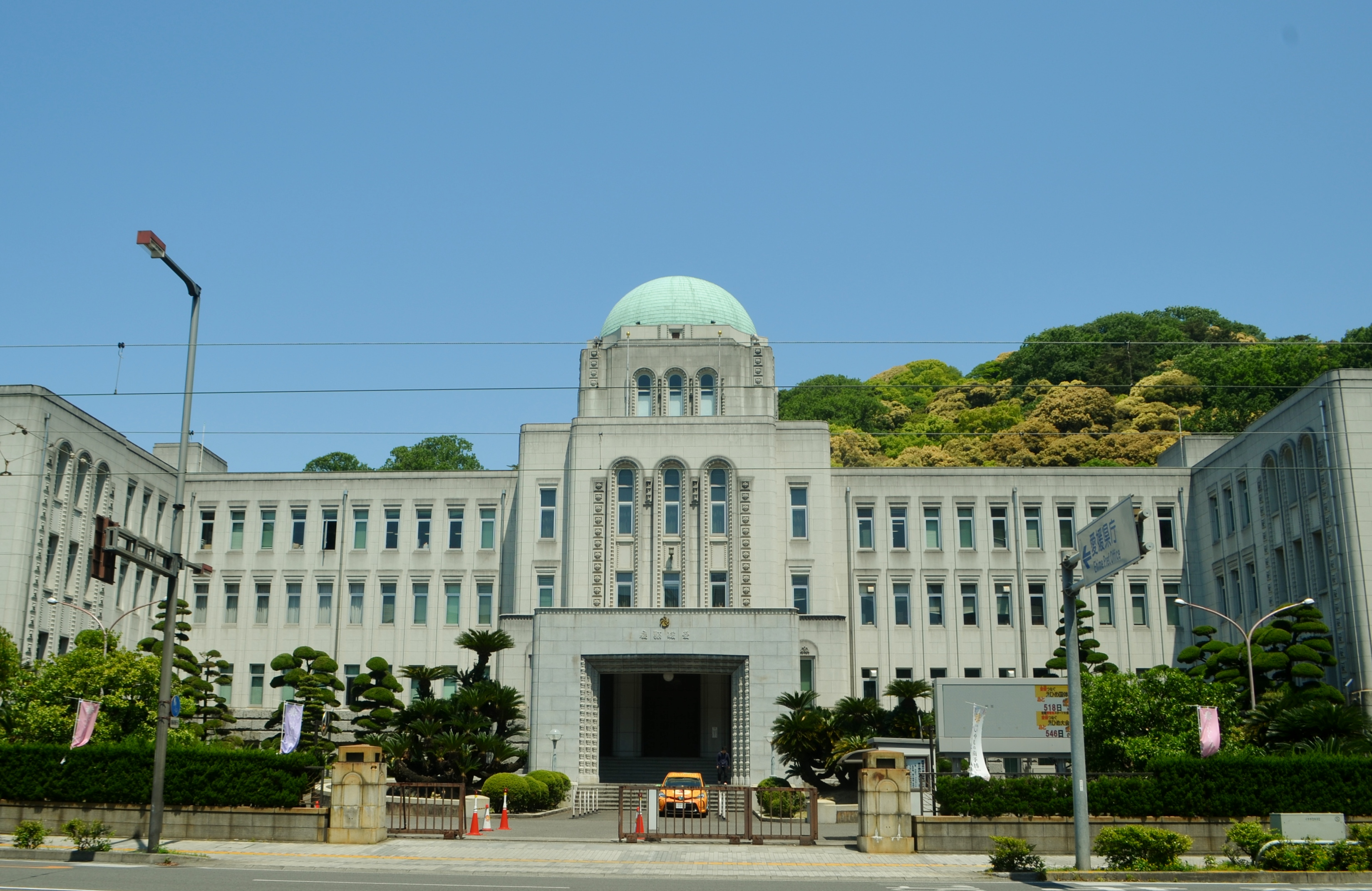
愛媛県庁地下に特命係がある。

- 愛媛県庁地下に特命係がある。番組冒頭の景色に隠れているみきゃんを探す。正解の発表は番組の最後に流れる。[3]

放送枠が『謎解き冒険バラエティ～世界の果てまでイッテQ』の後である為、当番組の人気コーナー「イモトを探せ！」を模していると思われる。

### 県民ギャラリー
- 愛媛県民が作った絵画作品を紹介するコーナー。[3]

### 特命係の調査（本編）
- みきゃんの調査依頼を特命係が引き受け調査する。[3]
- 基本的に特命係の調査は、単独で行われる。
- 必ず愛媛県庁の部署を特命係の一人が訪問する。
- 最後に「愛媛の愛顔の秘密み～つけた」と調査員が言う。

## 出演者

### 現在の出演者
- 岡内ひかり（南海放送アナウンサー、2020年4月5日‐）[2]
- 小川貴弘（南海放送アナウンサー、2020年4月5日‐）[2]
- 寺尾英子（南海放送アナウンサー、2018年4月8日‐）[4]
- 古谷崇洋（南海放送アナウンサー、2018年4月8日‐）[4]

### 過去の出演者
- 星加奈緒（元南海放送アナウンサー、2018年4月8日‐2020年3月29日）[4]

## 放送時間

### 本放送
- 毎週日曜日　20:54‐21:00[2]

### 再放送
- 毎週日曜日　12:50‐12:55

## 備考
- 南海放送のYouTubeチャンネルにて2020年4月5日以降の放送を見られる。[2]
- 番組公式サイトから県民ギャラリーに応募できる。[2]